# Карпатський єврорегіон

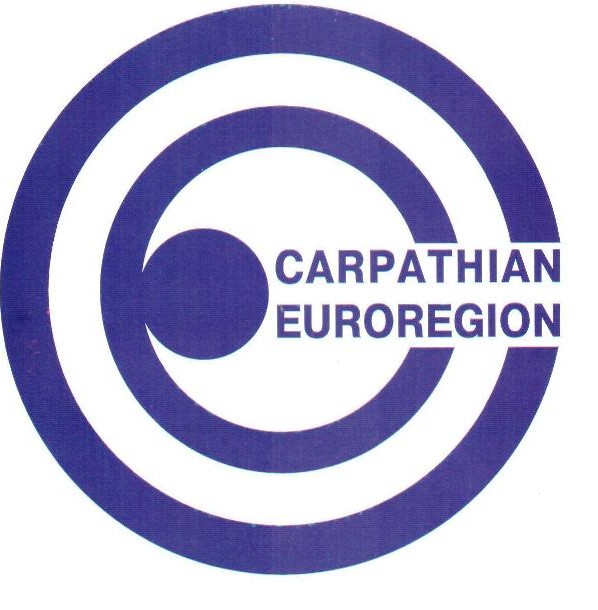
Лого Карпатського Єврорегіону

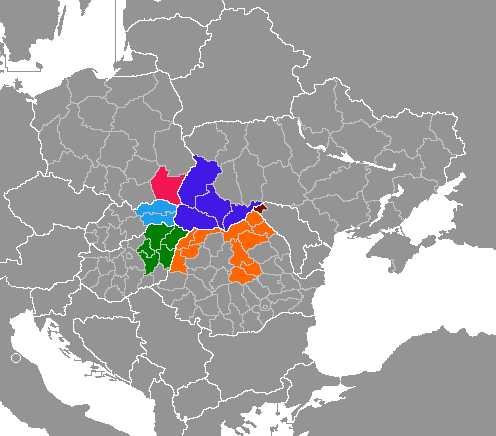
Розташування Карпатського єврорегіону на мапі Європи

Карпатський єврорегіон — єврорегіон в Центральній Європі вздовж Карпатських гір, що об'єднує 19 прикордонних адміністративно-територіальних одиниць:
- України: Львівську, Івано-Франківську, Закарпатську та Чернівецьку області;
- Польщі: Підкарпатське воєводство;
- Словаччини: Кошицький та Пряшівський краї;
- Угорщини: медьє Боршод-Абауй-Земплен, Гайду-Бігар, Гевеш, Яс-Надькун-Сольнок та Саболч-Сатмар-Береґ;
- Румунії: повіти Біхор, Селаж, Сату-Маре, Марамуреш, Харгіта, Сучава та Ботошані.

Єврорегіон утворений 14 лютого 1993 року, коли в угорському місті Дебрецен міністри закордонних справ України, Польщі та Угорщини підписали відповідний договір.
Площа єврорегіону становить близько 148 095 км², сумарне населення перевищує 16 мільйонів осіб. Найбільші міста за населенням:
- Львів (Україна) — 726 тисяч осіб
- Чернівці (Україна) — 266 тисяч осіб
- Кошиці (Словаччина) — 240 тисяч осіб
- Івано-Франківськ (Україна) — 235 тисяч осіб
- Орадя (Румунія) — 206 тисяч осіб
- Дебрецен (Угорщина) — 203 тисячі осіб
- Ряшів (Польща) — 188 тисяч осіб
- Мішкольц (Угорщина) — 157 тисяч осіб

## Проблеми діяльності
На думку більшості науковців, можливості транскордонної співпраці в рамках Карпатського єврорегіону залишилися в багатьох випадках нереалізованими. Стримуючими чинниками розвитку співробітництва в рамках КЄ були фактори системного характеру. З-поміж них чималу роль відіграв різний рівень економічного реформування в країнах, прикордонні адміністративно-територіальні одиниці яких входять до єврорегіону. Відсутність системотворчих факторів для такої структури як Карпатський єврорегіон, спільних проблем для п'яти країн одразу є однією з головних причин недостатньої активності асоціації. Серед основних проблем виділяють також нерівномірний рівень розвитку та різні системи адміністративно-територіального устрою в учасників КЄ. Крім того, Україна залишається поза кордоном ЄС, тоді як Польща, Угорщина, Румунія, Словаччина входять до Євросоюзу. Крім вищезгаданих, вчені виділяють наступні групи проблем: 
- занадто великий територіальний масштаб асоціації, що спричиняє труднощі у багатосторонніх контактах в рамках єврорегіону;
- надмірна політизація КЄ, наслідком якої стало залучення до транскордонних ініціатив центральних урядових структур більшою мірою, ніж місцевих органів влади і громад;
- різні підходи до перспектив подальшого розвитку Карпатського єврорегіону в його державах-членах;
- вирішення спільних проблем, що виникають на суміжних територіях, здебільшого, в рамках двосторонніх відносин;
- недостатня фахова підготовка управлінських кадрів, часта зміна керівництва, значний суб'єктивний фактор у прийнятті рішень щодо діяльності КЄ;
- криза ідентифікації регіонів-учасників з асоціацією;
- недостатнє висвітлення діяльності КЄ у засобах масової інформації, на веб-сторінках обласних державних адміністрацій або обласних рад;
- національні та етнічні проблеми, які заважають стабільному розвитку єврорегіону;
- відсутність уніфікованих джерел фінансування, а також труднощі фінансового забезпечення спільних проектів;
- неузгодженість у митному і податковому законодавстві країн-учасниць Карпатського єврорегіону;
- низька концентрація капіталу у прикордонних регіонах України та майже нульовий рівень українських інвестицій у прикордонні держави.[1]